# Monte Joffre
Il monte Joffre è una montagna appartenente alle Montagne Rocciose Canadesi, localizzata al confine tra le province canadesi dell'Alberta e della Columbia Britannica, nella parte più meridionale del Peter Lougheed Provincial Park.
Ha un'altezza di 3.450 metri sul livello del mare.